# 广州市番禺区石楼中学
22°58′37″N 113°28′24.45″E / 22.97694°N 113.4734583°E
广州市番禺区石楼中学（简称石中），创立于1956年，位于广东省广州市番禺区石楼镇362省道，广州市八大景之一—莲花山的脚下，与广州亚运城相连。曾作为2010年广州亚运会足球训练场所。
现为广东省一级学校，广东省普通高中教学水平优秀学校，广东省体育特色学校，广州市绿色学校，广州市安全文明校园，广州市卫生模范单位，番禺区文明学校，禁毒示范学校，体育训练先进网点，学校体育卫生工作先进单位。 